# Disconnected
Dis/Connected est un pilote de BBC Three diffusé en 2008.

## Distribution
- Holliday Grainger : Jenny
- Aml Ameen : Anthony
- Bradley James : Ben
- Cloudia Swann : Sophie
- Laura Aikman : Paula
- Lucy Evans : Natasha